# Kateřina Suchanová
Kateřina Suchanová (rozená Elhotová, * 14. října 1989 Praha) je česká basketbalistka hrající na pozici křídla nebo rozehrávačky, bývalá kapitánka české reprezentace, vicemistryně světa z roku 2010 a vítězka Euroligy 2014–2015. V sezóně 2015/16 poprvé vyhrála anketu Basketbalistka roku a celkově ji ovládla pětkrát. Do sezóny 2021 byla členkou ZVVZ USK Praha, následně začala hrát za hloubětínský BLK Slavia Praha.

## Sportovní kariéra
Od sezóny 2006 působí v klubu ZVVZ USK Praha. V roce 2008 se zúčastnila Letních olympijských her v Pekingu, kde s reprezentací obsadila 7. místo. O rok později vyhrála Ženskou basketbalovou ligu a stala se mistryní České republiky, v letech 2011 a 2012 tituly vítěze ligy zopakovala.
V roce 2011 byla součástí reprezentace, která na mistrovství Evropy v Polsku vybojovala 4. místo. Zúčastnila se také londýnských Letních olympijských her 2012. V sezóně 2014–2015 vybojovala s USK Praha titul v Evropské lize žen. O několik dní později s týmem triumfovala v české lize. Dne 25. února 2016 podepsala smlouvu s týmem Minnesota Lynx, hrajícím americkou nejvyšší soutěž WNBA. Záměr zámořské zkušenosti však nerealizovala pro těhotenství.
Měří 180 centimetrů a nastupuje s číslem 11.

## Soukromý život
V dubnu 2016 přerušila sportovní kariéru, když byla ve třetím měsíci těhotenství. V polovině listopadu 2016 se jí narodil syn Daniel, s plánem návratu na Mistrovství Evropy 2017 hraném v České republice. Na červnový šampionát probíhající v Praze a Hradci Králové se vrátila jako kapitánka reprezentace, do níž byla nominována i její mladší sestra Karolína Elhotová. V roce 2022 se jí narodil druhý syn Vojtěch.

## Výsledky
- Basketbalistka roku – 2016, 2018, 2019, 2020, 2021
- Mistrovství světa juniorek 2006: 7. místo
- Liga České republiky 2006: 2. místo
- Liga České republiky 2007: 2. místo
- Letní olympijské hry 2008: 7. místo
- Liga České republiky 2008: 2. místo
- Liga České republiky 2009: 1. místo
- Liga České republiky 2010: 2. místo
- Český pohár 2010, 2011, 2012, 2014: 1. místo
- Mistrovství světa 2010: 2. místo
- Liga České republiky 2011, 2012, 2013, 2014, 2015, 2016, 2017, 2018, 2019, 2020, 2021: 1. místo
- Euroliga v basketbalu žen 2014/2015: 1. místo